# Valdívia
Wanderson Ferreira de Oliveira (Jaciara, 4 oktober 1994) – alias Valdívia – is een Braziliaans voetballer die doorgaans als offensieve middenvelder speelt. Hij stroomde in 2013 door vanuit de jeugd van Internacional.

## Clubcarrière
Valdívia speelde in de jeugd bij Rondonópolis EC en Internacional. Op 6 oktober 2013 maakte hij zijn opwachting in de Braziliaanse Série A tegen Fluminense. Zijn eerste competitietreffer volgde op 12 oktober 2014 tegen datzelfde Fluminense. Valdívia maakte drie minuten voor tijd het winnende doelpunt en maakte daarmee de gelijkmaker van Fred ongedaan. In 2014 maakte hij twee treffers in zevenentwintig competitieduels. Het seizoen erop maakte de aanvallende middenvelder zes treffers in zesentwintig competitiewedstrijden.